# Louis Doignon
Louis Doignon né le 27 décembre 1883 et mort le 13 octobre 1975 à Chef-Boutonne dans les Deux-Sèvres est un haut fonctionnaire, militant socialiste et franc-maçon. Il est maire et conseiller général de Chef-Boutonne et plusieurs fois grand maître de la Grande Loge de France.

## Biographie

### Carrière professionnelle et politique

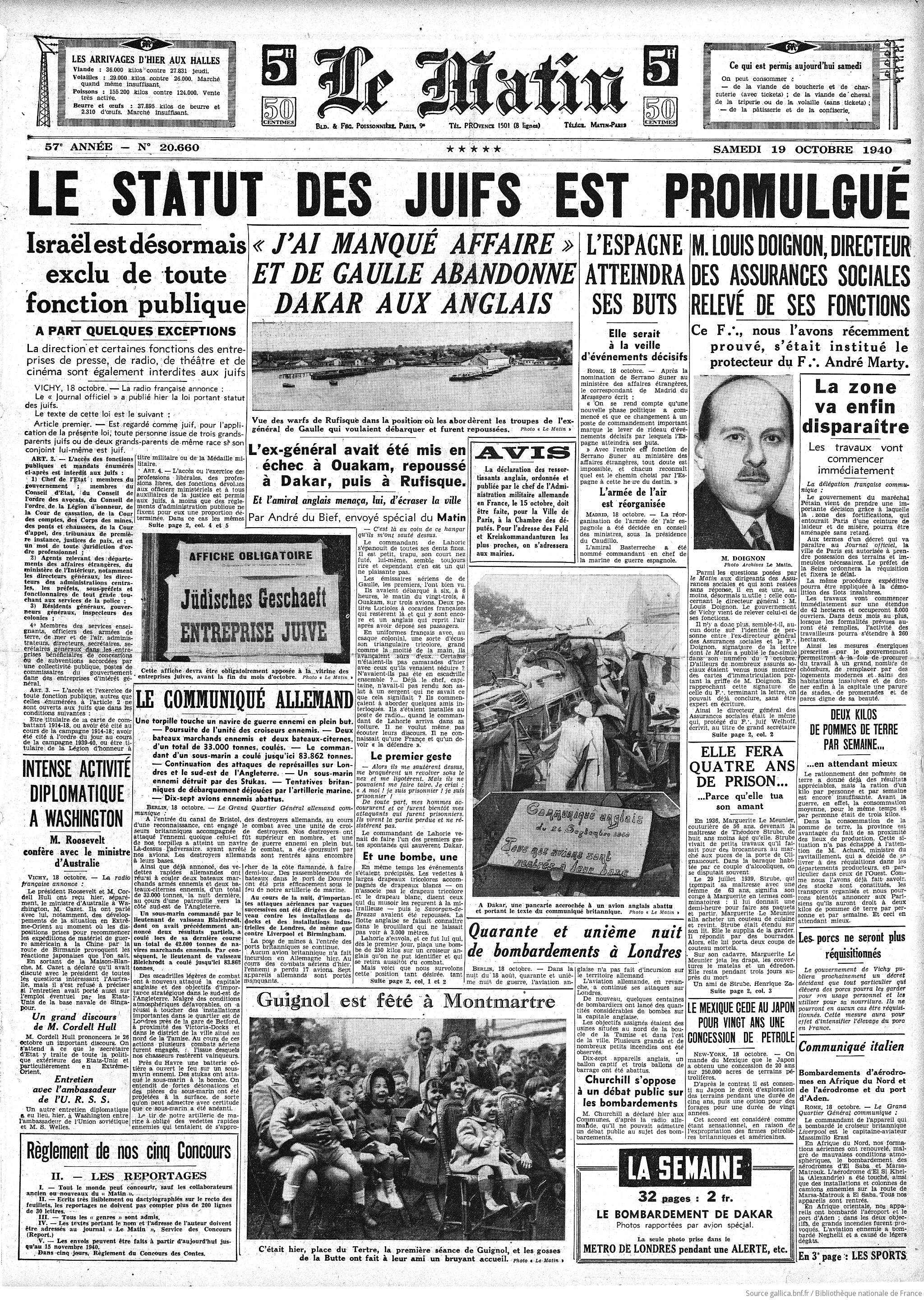
La révocation de Louis Doignon annoncée en une du Matin

Louis Doignon commence sa carrière professionnelle en tant que fonctionnaire des PTT. Il s'installe à Paris en 1919 ou il entre au cabinet de Gaston Vidal puis rejoint le Minisètre de la marine marchande sous la direction d'Alphonse Rio avec l'aide de ses relations. Il entre par la suite au cabinet de Joseph Paul-Boncour. Il est actif dans les questions du travail en tant que chef adjoint de l'Office régional de la main d’œuvre de Paris dont il prend la direction le 24 octobre 1925. En 1930, Il s'implique fortement dans la structuration de l'administration des assurances sociales, ancêtre de l'assurance maladie. En 1935, il est nommé directeur au ministère du Travail
Au cours de cette période, Louis Doignon s'engage dans les milieux du radicalisme et se présente aux élections élections de 1925 dans le quartier de Plaisance, sous l'étiquette du Parti républicain-socialiste et du Parti radical, il ne connaît pas de succès électoraux à ces élections.
Alors qu'il est Directeur des Assurances sociales, il est révoqué par le régime de Vichy en octobre 1940 et doit alors se cacher.
Louis Doignon est élu le 19 octobre 1947 comme maire de sa commune natale, Chef-Boutonne en 1947. il est réélu en 1953 et 1959. Il est président de l'assemblée des maires des Deux-Sèvres de 1951 à 1956. Il est également élu conseiller général de Chef-Boutonne sous l'étiquette de la Section française de l'Internationale ouvrière (SFIO) en 1951 et prend le siège du communiste sortant, mais n'est pas réélu en 1958. Délégué au congrès national de la SFIO en 1949 et 1950, il se présente aux élections législatives de 1951 et 1956 sans succès.

### Franc-maçonnerie
Louis Doignon est initié en franc-maçonnerie en 1906 au sein de la loge « Les amis de l'Ordre » appartenant à la Grande Loge de France. Il entre au Conseil fédéral et est élu grand-maître de l'obédience plusieurs fois.
Avant la Seconde Guerre mondiale, il est président de l’Association maçonnique internationale, il signe un courrier au président Roosevelt pour une action commune afin de sauver la paix, tout en restant en retrait sur le soutien de la franc-maçonnerie aux républicains espagnols (probablement par anticommunisme). Durant la guerre, il est contraint de se cacher en Dordogne. De retour à Paris à la Libération, il se consacre totalement à ses activités maçonniques et politiques.
Partisan du rapprochement de la Grande Loge de France avec la franc-maçonnerie anglo-saxonne et de sa conception déiste, il tente sans succès d'opérer une fusion avec la Grande Loge nationale française pour parvenir à cette reconnaissance. Il quitte l'obédience en 1965 après que celle-ci a opéré un rapprochement avec le Grand Orient de France. Il rejoint avec un millier de frères la Grande Loge nationale française ou il n'occupe plus de fonction importante.

## Décoration
- Officier de l'ordre du Mérite civil (1960)[3]